# Эрмерсхаузен
Эрмерсхаузен (нем. Ermershausen) — община в Германии, в земле Бавария. Подчиняется административному округу Нижняя Франкония. Входит в состав района Хасберге.
По данным на 31 декабря 2015 года:
- территория — 921,14 га;
- население — 573 чел.;
- плотность населения — 62,21 чел./км²;
- землеобеспеченность с учётом внутренних вод — 16 075,74 м²/чел.

С 1 января 1994 года община входит в состав административного сообщества Хофхайм-ин-Унтерфранкен.

## Население
По оценке на 31 декабря 2015 года население общины Эрмерсхаузен составляет 573 чел. 

| Дата      | 1840 | 1871 | 1900 | 1925 | 1939 | 1950 | 1961 | 1970 | 1987 | 2011 |
| --------- | ---- | ---- | ---- | ---- | ---- | ---- | ---- | ---- | ---- | ---- |
| Население | 990  | 958  | 955  | 878  | 867  | 1170 | 626  | 607  | 611  | 601  |

| Год       | 1960 | 1970 | 1980 | 1990 | 2000 | 2009 | 2010 | 2011 | 2012 | 2013 | 2014 | 2015 |
| --------- | ---- | ---- | ---- | ---- | ---- | ---- | ---- | ---- | ---- | ---- | ---- | ---- |
| Население | 639  | 640  | 607  | 647  | 615  | 639  | 619  | 599  | 590  | 586  | 589  | 573  |